# Zakletý
Zakletý (991 m n. m.; německy Reiterkoppe) je vrchol v České republice ležící v pohoří Orlické hory.

## Poloha
Vrch Zakletý se nachází v jihovýchodním zakončení Kunštátského hřbetu – geomorfologického podokrsku Orlických hor – asi 7,5 km severně od Rokytnice v Orlických horách. Severně je spojen mělkým sedélkem s hlavním hřbetem Kunštátského hřbetu, kde jsou hory U Kunštátské kaple a Tetřevec. Jeho východní úbočí prudce spadá do údolí Hlubokého potoka, ostatní svahy již nejsou tak prudké. Pod Zakletým se jižním směrem rozkládá obec Říčky v Orlických horách, směrem západním obec Zdobnice. 

## Vodstvo a přírodní památky
Zakletý spadá do povodí Divoké Orlice. Vrch je odvodňován Říčkou a jejím přítokem Hlubokým potokem. V údolí Říčky se pod Zakletým nachází přírodní rezervace Pod Zakletým, kde roste mimo jiné tučnice obecná. 

## Komunikace a stavby
Vrchol je přístupný po žluté turistické stezce, spojující významné rozcestí Pěticestí, ležící severně od vrcholu, s Říčkami. Nedaleko vrcholu se nachází vysílač, severně od vrcholu směrem k Pěticestí pak dva lehké objekty čs. pohraničního opevnění řopíky. 

## Lyžařský areál
Vrch Zakletý je známý zejména díky lyžařskému areálu Skicentrum Říčky, jenž se nachází na jeho jihovýchodním úbočí. Na vrchol vede sedačková lanovka a lyžařský vlek rychlopoma.